# Archignac
Archignac (okzitanisch Archinhac) ist ein Ort und eine südwestfranzösische Gemeinde (commune) mit 403 Einwohnern (Stand 1. Januar 2022) in der alten Kulturregion des Périgord im Südwesten Frankreichs im Département Dordogne in der Region Nouvelle-Aquitaine.

## Lage
Archignac befindet sich in einer Höhe von ca. 290 m ü. d. M. etwa 21 Kilometer (Fahrtstrecke) nordöstlich von Sarlat-la-Canéda bzw. etwa 35 Kilometer südwestlich von Brive-la-Gaillarde. Der sehenswerte Ort Coly-Saint-Amand befindet sich nur etwa 15 Kilometer nordwestlich. An der westlichen Gemeindegrenze verläuft das Flüsschen Chironde.

## Bevölkerungsentwicklung
| Jahr      | 1968 | 1975 | 1982 | 1990 | 1999 | 2006 | 2012 |
| Einwohner | 352  | 318  | 309  | 302  | 297  | 324  | 337  |

Im 19. Jahrhundert hatte der Ort meist zwischen 900 und 1000 Einwohner. Die Reblauskrise im Weinbau und der Verlust von Arbeitsplätzen durch die Mechanisierung der Landwirtschaft haben seitdem zu einem deutlichen Bevölkerungsrückgang geführt.

## Wirtschaft
Bis in die heutige Zeit spielt die Landwirtschaft die größte Rolle im Wirtschaftsleben der Gemeinde: Der ehemals auch hier betriebene Weinbau ist jedoch nach der Reblauskrise gänzlich aufgegeben worden; Tabak und Mais sind ebenfalls auf dem Rückzug – stattdessen dominieren Felder, aber auch Walnuss-, Eßkastanien- und Obstbäume die Region. Einige leerstehende Häuser werden als Ferienwohnungen (gîtes) vermietet.

## Geschichte

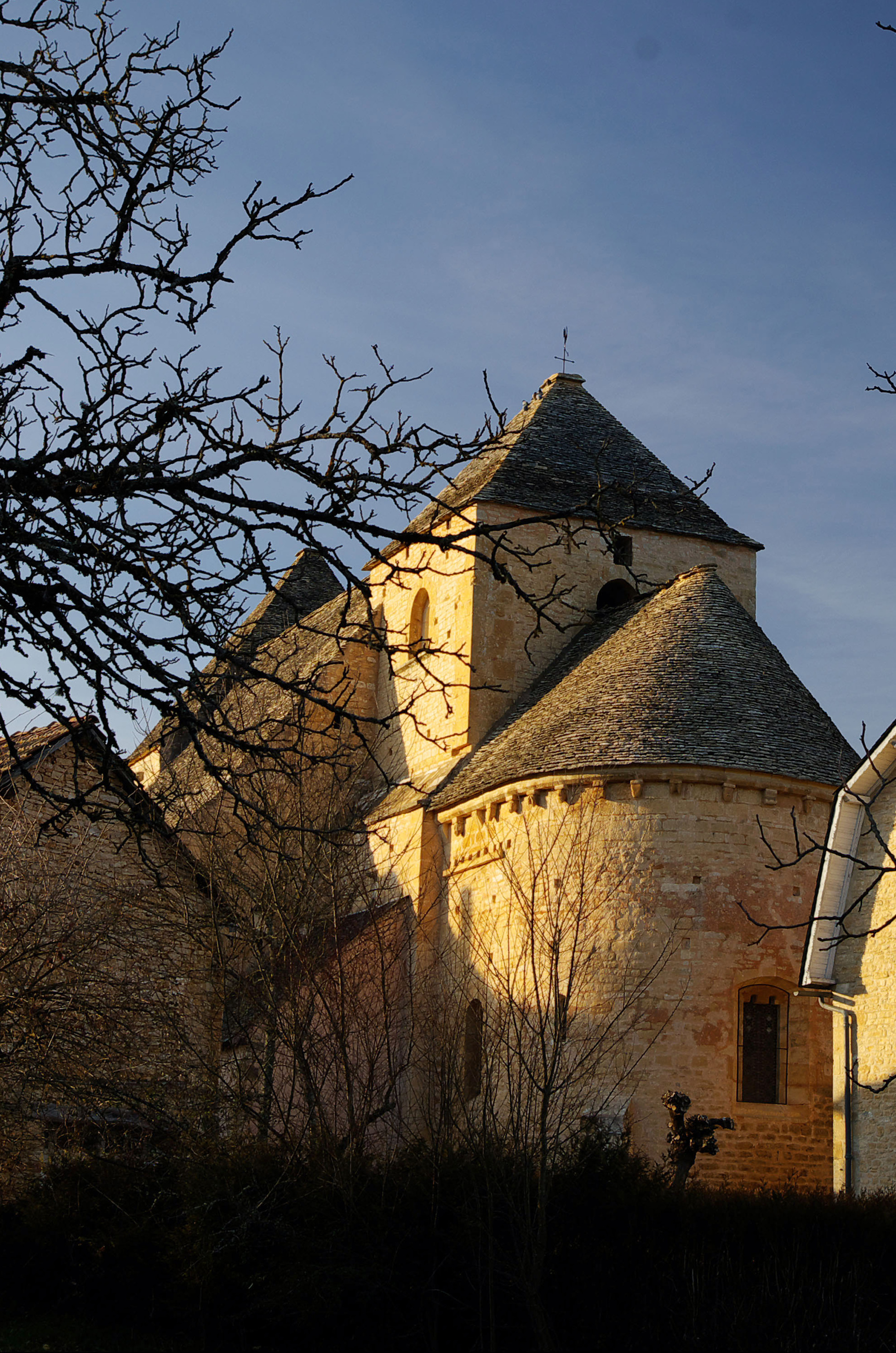
Kirche Saint-Étienne

Auf dem Gemeindegebiet wurden kleinere vorgeschichtliche Funde gemacht, die die Anwesenheit des Menschen bezeugen. Die erstmalige Erwähnung des Ortes unter dem lateinischen Namen Vicaria Arcaniensis stammt aus dem 10. Jahrhundert. Etwa zweihundert Jahre später findet man die Kirchenbezeichnung Sanctus Stephanus d’Archanac.

## Sehenswürdigkeiten
Die im Jahr 1168 erstmals urkundlich erwähnte Kirche Saint-Étienne war wohl eine ehemalige Prioratskirche der Abtei von Saint-Amand-de-Coly. Sie ist ein einschiffiger romanischer Bau der ersten Hälfte des 12. Jahrhunderts mit einer schmucklosen Apsis. Das flachgedeckte und nahezu fensterlose Innere der Kirche zeigt grob behauene Steine, die in unterschiedlich hohen Lagen vermauert sind; einige unscheinbare romanische Kapitelle finden sich im Apsisbereich. Die südliche Querschiffkapelle zeigt gotische Formen und ist eine Hinzufügung des 16. Jahrhunderts. Der Kirchenbau wurde im Jahr 1948 als Monument historique anerkannt.